# Babintsi
Babintsi (Bulgaars: Бабинци) is een dorp in de Bulgaarse gemeente Teteven, oblast Lovetsj. Het dorp ligt hemelsbreed 41 km ten zuidwesten van Lovetsj en 81 km ten noordoosten van Sofia.

## Bevolking
Op 31 december 2020 telde het dorp Babintsi 271 inwoners. Het aantal inwoners schommelde in de periode 1985-2020 tussen een minimum van 266 en een maximum van 331 personen (gemiddeld: 288 personen).
| 1985 | 1992 | 1994 | 1996 | 1998 | 2001 | 2005 | 2008 | 2011 | 2014 | 2016 | 2018 | 2020 |
| ---- | ---- | ---- | ---- | ---- | ---- | ---- | ---- | ---- | ---- | ---- | ---- | ---- |
| 331  | 312  | 311  | 325  | 294  | 274  | 267  | 266  | 296  | 293  | 284  | 270  | 271  |

Het dorp wordt nagenoeg uitsluitend bewoond door etnische Bulgaren. In de optionele volkstelling van 2011 identificeerden 279 van de 282 ondervraagden zichzelf met de “Bulgaarse etniciteit” - oftewel 99% van alle ondervraagden.
| Etnische samenstelling van de respondenten (2011) | Etnische samenstelling van de respondenten (2011) | Etnische samenstelling van de respondenten (2011) | Etnische samenstelling van de respondenten (2011) | Etnische samenstelling van de respondenten (2011) |
| ------------------------------------------------- | ------------------------------------------------- | ------------------------------------------------- | ------------------------------------------------- | ------------------------------------------------- |
|                                                   |                                                   |                                                   |                                                   |                                                   |
| Bulgaren                                          | Bulgaren                                          |                                                   | 98,9%                                             | 98,9%                                             |
| Turken                                            | Turken                                            |                                                   | 0,0%                                              | 0,0%                                              |
| Roma                                              | Roma                                              |                                                   | 0,0%                                              | 0,0%                                              |
| Anders/Onbekend                                   | Anders/Onbekend                                   |                                                   | 1,1%                                              | 1,1%                                              |